# Дженніфер Дячун
Дженніфер Дячун (народилася 14 серпня 1953) — канадська гімнастка. Вона брала участь у літніх Олімпійських іграх 1968 та 1972 років. 